# Walter Hasenclever
Walter Hasenclever (Aquisgrán, 8 de julio de 1890 - Les Milles, cerca de Aix-en-Provence, 22 de junio de 1940) fue un escritor expresionista alemán.
Estudió derecho en Oxford, terminando la carrera en Lausanne. Instalado en Leipzig, comenzó a interesarse por la literatura y la filosofía. En 1911 publicó El hijo, su más célebre drama expresionista. Durante la Segunda Guerra Mundial fue hecho prisionero en Francia acusado de ser un enemigo extranjero: acabó sus días en el campo de concentración de Les Milles, suicidándose con una dosis de barbitúricos para no caer en manos de los nazis. Desde 1996 un prestigioso premio literario alemán está dedicado a su memoria.

## Obras
- 1909, Nirwana. Eine Kritik des Lebens in Dramaform
- 1910, Städte, Nächte, Menschen
- 1913, Der Jüngling
- 1913, Der Retter
- 1914, Der Sohn
- 1917, Tod und Auferstehung
- 1917, Antigone
- 1918, Die Menschen
- 1919, Die Entscheidung
- 1919, Der politische Dichter
- 1917, Die Mörder sitzen in der Oper
- 1917, Antigone
- 1920, Die Pest
- 1920, Jenseits
- 1922, Gedichte an Frauen
- 1922, Gobseck
- 1926, Mord
- 1926, Ein besserer Herr
- 1928, Ehen werden im Himmel geschlossen
- 1928, Gedichte, Dramen, Prosa
- 1969, Irrtum und Leidenschaft